# Giorgio Fuentes
Pour les articles homonymes, voir Fuentes.
Giorgio Fuentes, né en 1756 à Milan et mort en 1821 dans la même ville, est un peintre italien de décorations et de décors de théâtre et d'opéra.

## Biographie
Giorgio Fuentes est né en 1756 à Milan. Il étudie à l'Académie des Beaux-Arts de Milan, puis avec le peintre de scène Pietro Gonzaga et est l'apprenti d'Alessandro Sanquirico à la Scala. Il est l'auteur des décorations de la Scala, du Théâtre de Francfort (de 1796 à 1805) et de l'Opéra de Paris. Au Théâtre de Francfort, il crée certains des plus beaux décors jamais vus. Il meurt en 1821 dans sa ville natale.